# Ушаков, Михаил Филиппович
Михаил Филиппович Ушаков (1918—1942) — участник Великой Отечественной войны, Герой Советского Союза, командир взвода 6-го танкового батальона 13-й лёгкой танковой бригады 7-й армии Северо-Западного фронта, лейтенант.

## Биография
Родился 12 апреля 1918 года в деревне Полевая Плота (ныне — Щигровского района Курской области) в крестьянской семье. Русский. Член ВКП(б) с 1939 года. Окончил 1 курс строительного техникума.
В Красной Армии с 1936 года. В 1938 году окончил Орловское бронетанковое училище. Участник советско-финской войны 1939—1940 годов. Командир взвода 6-го танкового батальона лейтенант Михаил Ушаков в бою за железнодорожную станцию «Кямяря» 16 февраля 1940 года с десантом пехоты преодолел надолбы, проволочные заграждения, прорвался в тыл противника, нанеся ему значительный урон в живой силе и технике.
Указом Президиума Верховного Совета СССР от 21 марта 1940 года «за образцовое выполнение боевых заданий командования на фронте борьбы с финской белогвардейщиной и проявленные при этом отвагу и геройство» лейтенанту Ушакову Михаилу Филипповичу присвоено звание Героя Советского Союза с вручением ордена Ленина и медали «Золотая Звезда».
На фронте в Великую Отечественную войну с июня 1941 года. Командовал ротой 6-го танкового полка 3-й Краснознаменной танковой дивизии. 5 июля 1941 года в бою под городом Остров лейтенант Ушаков попал в плен. В начале августа 1941 года он оказался в «Oflag 62» в Нюрнберг — Лангвассер Бавария, провёл там долгих 4 месяца и 11 декабря 1941 года был переведён из этого лагеря для военнопленных офицеров, находившегося в ведении вермахта, в концентрационный лагерь Маутхаузен, находившийся в ведении гестапо. Дальнейшая судьба М. Ф. Ушакова неизвестна. Предположительно погиб в концлагере в 1942 году.
Награждён орденом Ленина, медалью.